# 広島県道68号大林井原線
広島県道68号大林井原線（ひろしまけんどう68ごう おおばやしいばらせん）は、広島県広島市安佐北区から一部安芸高田市を跨いで、再び安佐北区に至る県道（主要地方道）である。

## 概要
広島県広島市安佐北区大林町から広島市安佐北区白木町井原間を広島市安佐北区・安芸高田市境に沿って結ぶ。

### 路線データ
- 起点：広島市安佐北区大林町（上大林交差点、広島県道5号浜田八重可部線交点）
- 終点：広島市安佐北区白木町井原（広島県道37号広島三次線交点）
- 総延長：16.07 km
- 異常気象時通行規制区間：広島市安佐北区大林町・上大林交差点（起点） - 広島市安佐北区白木町志路（しじ）間

## 歴史
- 1960年10月10日 - 広島県告示第682号により広島県道158号大林井原線として認定される。
- 1972年4月1日 - 安佐郡可部町が広島市に編入されたことに伴い起点の地名表記が変更される（安佐郡可部町大林→広島市可部町大林）。
- 1972年11月1日 - 広島県の県道番号再編により広島県道269号大林井原線に改称される。
- 1973年10月22日 - 高田郡白木町が広島市に編入されたことに伴い終点の地名表記が変更される（高田郡白木町井原→広島市白木町井原）。
- 1980年4月1日 - 広島市が政令指定都市に移行し、旧安佐郡安佐・可部・高陽各町及び高田郡白木町で行政区・安佐北区が設置されたことに伴い起終点の地名表記が変更される。また、広島市域について道路の管理者が広島県から広島市に移譲される。
- 1982年4月1日 - 建設省(当時)告示第935号により主要地方道昇格が決定する。それに伴い現行の路線名称に変更される。
- 1993年（平成5年）5月11日 - 建設省から、県道大林井原線が大林井原線として主要地方道に再指定される[1]。
- 2004年3月1日 - 高田郡の全6町が対等合併して安芸高田市が発足したことに伴い同市域を経由することになる。

## 地理

### 通過する自治体
- 広島市（安佐北区）
- 安芸高田市
- 広島市（安佐北区）

### 交差する道路

#### 現道
- 広島県道5号浜田八重可部線（広島市安佐北区大林町・上大林交差点、起点）
- 広島県道327号古屋吉田線（広島市安佐北区白木町古屋）
- 広島県道68号大林井原線 支線（広島市安佐北区白木町井原）
- 広島県道37号広島三次線（広島市安佐北区白木町井原、終点）

#### 支線
- 広島県道68号大林井原線 現道（広島市安佐北区白木町井原）
- 広島県道226号井原市停車場線（広島市安佐北区白木町井原で重用）
- 広島県道37号広島三次線（広島市安佐北区白木町井原、終点）

### 沿線にある施設など
- JR 芸備線 井原市駅